# Phalacronothus pseudoavunculus
Phalacronothus pseudoavunculus är en skalbaggsart som beskrevs av Masumoto 1977. Phalacronothus pseudoavunculus ingår i släktet Phalacronothus och familjen Aphodiidae. Inga underarter finns listade i Catalogue of Life.